# Körverpoort
De Körverpoort, ook Corverpoort of Wycker Binnenpoort, was een middeleeuwse stadspoort langs de rivier de Maas in de Nederlandse stad Maastricht. Het bouwwerk was onderdeel van de middeleeuwse stadsmuur van Wyck en dateerde waarschijnlijk uit de bouwtijd van de brug (1280-'98). De naam van de poort is afgeleid van het oude ambacht van de korvers of mandenvlechters, die in de omgeving woonden. De poort lag aan de westzijde van de Wycker Brugstraat en functioneerde als toegangspoort tot de Maasbrug. De Körverpoort werd in de eerste helft van de 17e eeuw gesloopt en vervangen door een poort op de brug, die tot 1801 bleef bestaan.

## Geschiedenis

### Bouw Wycker stadsmuur en Sint Servaasbrug
Over het precieze bouwjaar van de eerste stadsmuur van Wyck is geen duidelijkheid. Mogelijk ging de bouw van de Wycker enceinte (omwalling) gelijk op met die van de tweede middeleeuwse stadsmuur op de linker Maasoever vanaf het einde van de 13e eeuw. Pas in 1318 vermeldt de kroniek van de Landen van Overmaas dat hertog Jan III van Brabant toestemming gaf een stenen muur om Wyck te bouwen. Het Wycker stadsdeel was echter al ruim voor 1318 versterkt met een aarden wal met palissaden, wellicht ook al voorzien van stenen poorten. In 1284, tijdens de Limburgse Successieoorlog, werd Wyck belegerd door Walram de Rosse van Valkenburg, maar de houten versterkingen en de grachten waren blijkbaar al dusdanig effectief dat de belegering kon worden afgewend.
Of de Körverpoort oorspronkelijk onderdeel was van de eerste middeleeuwse stadsmuur is niet bekend, omdat niet zeker is of de huidige brug op dezelfde locatie is gebouwd als zijn voorganger. Lange tijd werd aangenomen dat de Romeinse brug van Maastricht, die circa 200 m zuidelijker lag tussen de Eksterstraat en iets ten noorden van de Wycker Waterpoort, tot 1275 standhield. Waarschijnlijker is echter dat de in dat jaar ingestorte brug een (vroeg)middeleeuwse opvolger van de Romeinse brug was, die op dezelfde locatie als de huidige Sint Servaasbrug lag.
Indien de onmiddellijke voorganger van de Sint Servaasbrug wèl op de plek van de Romeinse brug lag, zal op de Wycker oever tussen 1229 en 1275 vermoedelijk een poort hebben gestaan, die als bruggenhoofd fungeerde voor de brug. Op de linker Maasoever betrad men de brug via de Porta Regia, de koninklijke poort (zie Onze-Lieve-Vrouwepoort). Zeker is dat aan de Wycker kant sinds 1248 een zware verdedigingstoren stond. Deze donjon was door hertog Hendrik III van Brabant gebouwd ter bescherming van de strategisch belangrijke brug. Bij het beleg van 1267 tijdens de Luiks-Brabantse oorlogen was de verdediging van die toren in handen van Dirk II van Valkenburg, een medestander van de hertog van Brabant. Dirk II slaagde er niet in Wyck te verdedigen tegen de troepenovermacht van de Luikse prins-bisschop Hendrik III van Gelre. Bij het beleg werd de houten brug vernield en de Wycker verdedigingstoren gesloopt. Volgens de overlevering liet de Luikse prins-bisschop de stenen van de toren naar Montfort vervoeren, waar hij er het Kasteel Montfort mee bouwde.
De oude brug werd hersteld, maar blijkbaar niet goed genoeg, want in 1275 stortte deze tijdens een processie in. In 1280 werd begonnen met de bouw van de huidige brug. Mogelijk werd toen ook de Körverpoort gebouwd, als onderdeel van de Wycker stadsomwalling, die zich aan deze kant van de stad langs de Oeverwal naar het noorden toe uitstrekte in de richting van de Wycker Kruittoren en naar het zuiden toe langs de Stenenwal in de richting van de Wycker Waterpoort en de Maaspunttoren. De muur langs de Maas moest in de loop der eeuwen vele malen worden hersteld, mede door de sterke riviererosie aan deze kant van de Maas. De muur was in 1851 nog 6,5 tot 7,5 m hoog. De aanvankelijk in deze muur aanwezige torens waren al in de 18e eeuw verdwenen. Zowel ten noorden als ten zuiden van de Körverpoort lagen diverse poternes (poortjes), die in geval van oorlog eenvoudig dichtgemetseld konden worden.

### De Körverpoort vanaf de 14e eeuw

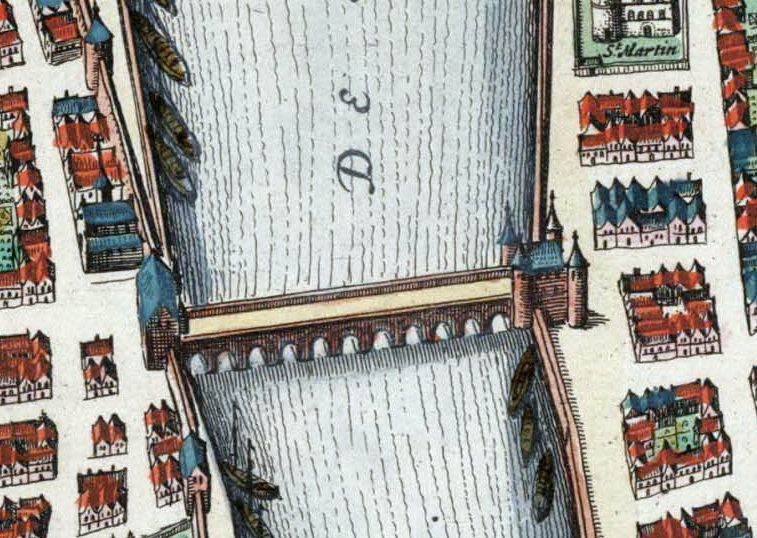
Maasbrug met fantasierijke weergave Körverpoort (Atlas van Loon, 1652)

De Körverpoort lag aan de belangrijkste verkeersader in de regio, de Oude Akerweg. Al het verkeer dat vanuit het Duitse Rijnland naar de Vlaamse en Brabantse handelssteden reisde, kwam via de Duitse Poort Wyck binnen, werd via de Hoogbrugstraat en de Rechtstraat naar de Körverpoort geleid, waar de Sint Servaasbrug de meest noordelijk gelegen vaste Maasoversteek vormde, en vervolgde dan meestal zijn weg door de Maastrichter Brugstraat, de Kleine en Grote Staat, Vrijthof en Brusselsestraat om via de Brusselsepoort de stad te verlaten. Voor het gebruik van de brug moest tol betaald worden, wat bedoeld was voor het onderhoud van de brug.
In 1539 wordt de poort aangeduid in een raadsverdrag als de "Maezepoerte tot Wyck aen die Corvermaeze". Vier jaar later wordt bepaald dat "Heyn Corffers sal busscheschut (= geweerschutter) sijn in dat waickhuyss off bolwerk, gelegen tot Wyck in die Corfferstraet". In 1551 en 1598 werden reparatiewerkzaamheden uitgevoerd aan de in slechte staat verkerende poort. Bij die laatste gelegenheid werd het valhek van de poort gedeeltelijk vernieuwd en werd de zuidtoren met aarde opgevuld. Het verlagen en opvullen van verdedigingstorens om daarop kanonnen te kunnen plaatsen, vond in de 16e eeuw veelvuldig plaats.
Over het uiterlijk van de Körverpoort kan weinig met zekerheid gezegd worden. Op het stadspanorama van Simon de Bellomonte uit omstreeks 1570 is de poort te zien vanuit het oosten als een rechthoekig bouwwerk met een zadeldak, een dakkapel en twee windvanen. De poortopening is niet ingetekend; wellicht bevond zich deze aan een zijkant. Een plattegrond van Maastricht gepubliceerd door Braun en Hogenberg in 1575 toont een verdedigingstoren aan de zuidkant van het Wycker bruggenhoofd. Deze toren wordt ook genoemd bij een opsomming van werkzaamheden in de raadsverdragen, evenals de aanwezigheid van een valhek. Twee prenten van Frans Hogenberg uit het begin van de 17e eeuw laten de Maasbrug zien tijdens de Spaanse Furie van 1576 en het beleg van 1579. Ook hier is de Körverpoort te zien, maar het stadsbeeld lijkt niet erg waarheidsgetrouw te zijn weergegeven. Hetzelfde geldt voor een gravure van Jan Luyken uit 1679 over datzelfde beleg van een eeuw eerder. Op de plattegrond van Maastricht in de Atlas van Loon uit 1652, die teruggaat op de kaart van Braun en Hogenberg, is de Körverpoort ingetekend als een imposant bouwwerk met vier hoektorens. De plattegrond geeft in het algemeen geen getrouw beeld van het uiterlijk van gebouwen in Maastricht.

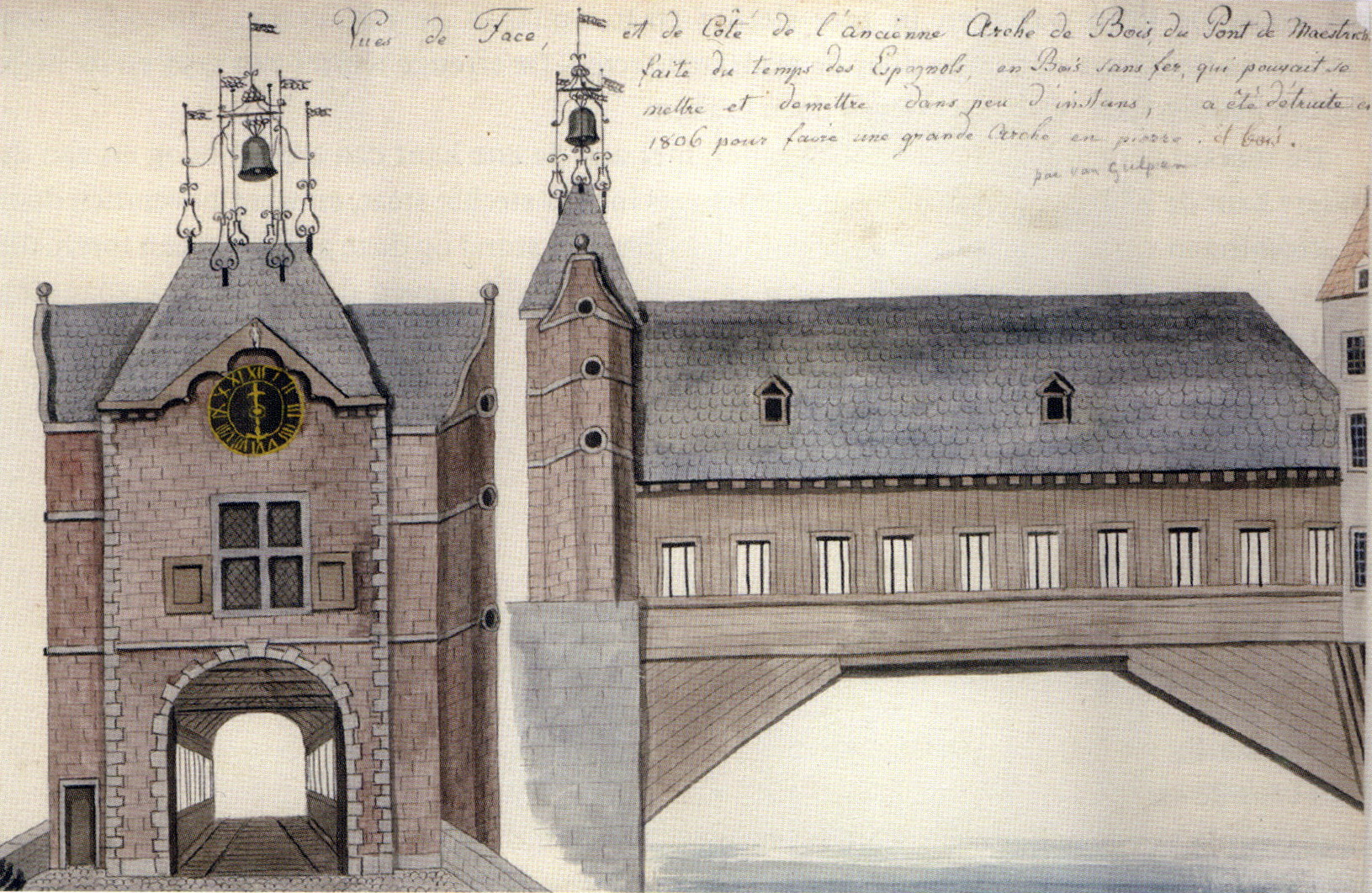
Houten brugdeel en in 1801 gesloopte poort, gezien vanuit het westen (links) en zuiden (Philippe van Gulpen, ca. 1850)

### Een nieuwe poort op de brug
Het vermoeden bestaat dat de Körverpoort in de eerste helft van de 17e eeuw is afgebroken en vervangen door een nieuwe poort op de brug. Op een schilderij van Joris van der Haagen uit 1649 is de nieuwe poort met een torenachtige bekroning voor het eerst zichtbaar tussen de stenen Maasbrug en de houten boog aan de Wyckerzijde. De poort is in feite een uitgebouwde brugpijler en heeft een naaldspits en een groot uurwerk aan twee (drie?) zijden. Aangenomen mag worden dat deze poort in 1649 nog vrij nieuw was, aangezien de oude Körverpoort, die in 1598 nog was verbouwd, niet meer zichtbaar is op het schilderij van Van der Haagen. Wellicht was de middeleeuwse poort bij het beleg van 1632 verwoest. Mogelijk verdween de poort pas in 1640, toen de boven de Maas uitgebouwde gedeelten van huizen aan de Cörverstraat moesten worden afgebroken om plaats te maken voor een ruim 300 m lange aarden wal tegen de Maaszijde van de stadsmuur. Overigens zijn deze "achterquartieren aen den Maescant" op latere tekeningen gewoon weer te zien.
Tekeningen van Josua de Grave uit 1671 en Jan de Beijer uit circa 1740 tonen de brug en de poorttoren van de zuidzijde. Op een laat-18e-eeuws schilderij, dat wordt toegeschreven aan kapitein Van den Heuvel, zijn de poorttoren en het overkapte, houten brugdeel nog intact. De Maastrichtse tekenaar Philippe van Gulpen maakte omstreeks het midden van de 19e eeuw een zeer gedetailleerde tekening van het houten brugdeel en de poort, die toen echter al enkele decennia niet meer bestonden. De tekening laat de poort zien vanaf de brug en vanuit het zuiden. Het uurwerk aan de westzijde is nog aanwezig. De torenspits in verdwenen en in plaats daarvan staat op het dak een barokke constructie met daarin een luidklok. Volgens het bijschrift op de tekening van Van Gulpen dateerde het houten brugdeel uit de Spaanse tijd en werd het in 1806 vervangen werd door een stenen boog. Volgens andere bronnen gebeurde dat laatste pas in 1827, nadat in 1803 het dak van de houten overspanning was afgebroken. De sloop van de stenen poorttoren had al in 1801 plaatsgevonden, omdat de brugpijler waarop de poort stond vernieuwd moest worden.

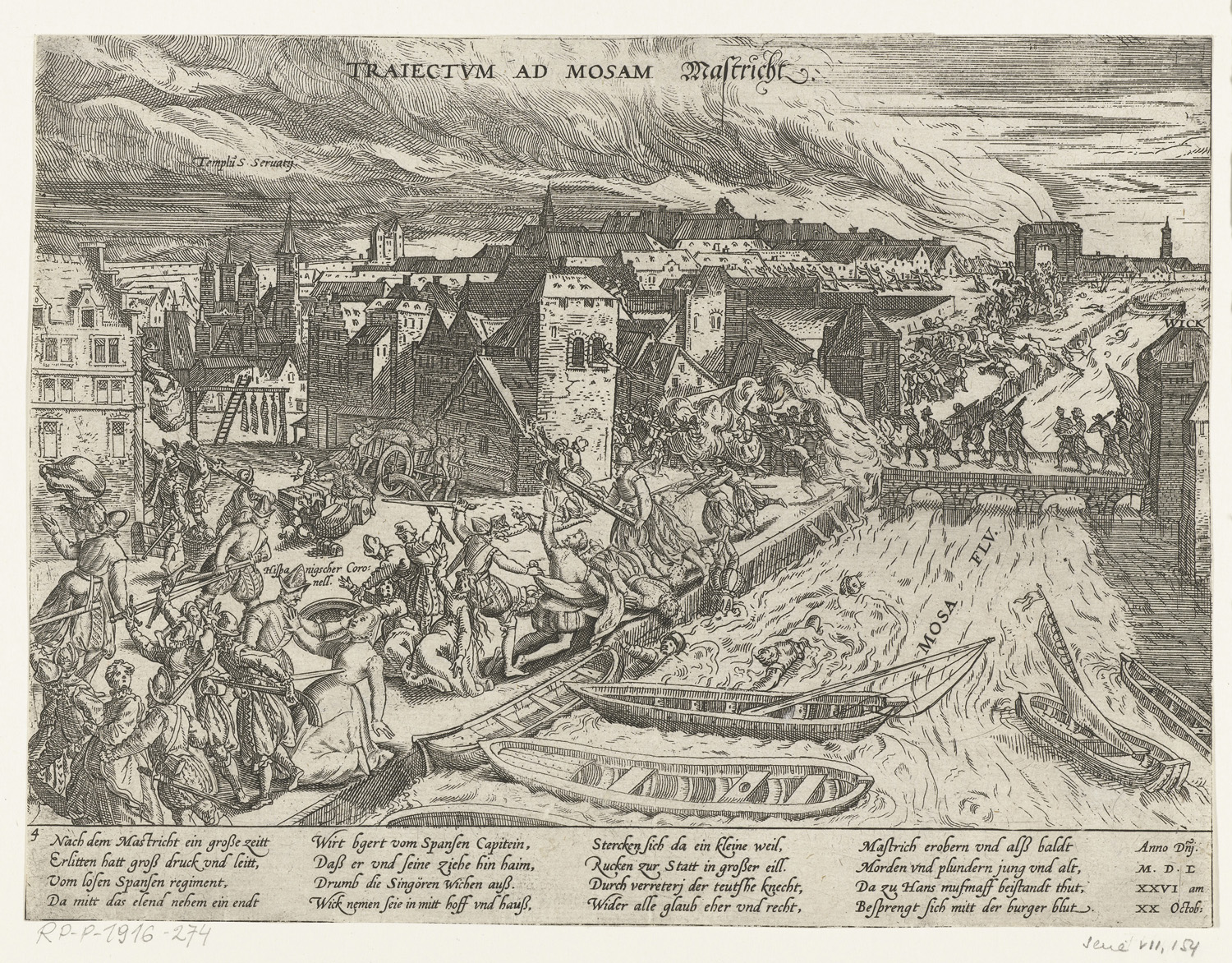
Spaanse Furie, uiterst rechts de Körverpoort (F. Hogenberg, 1576)
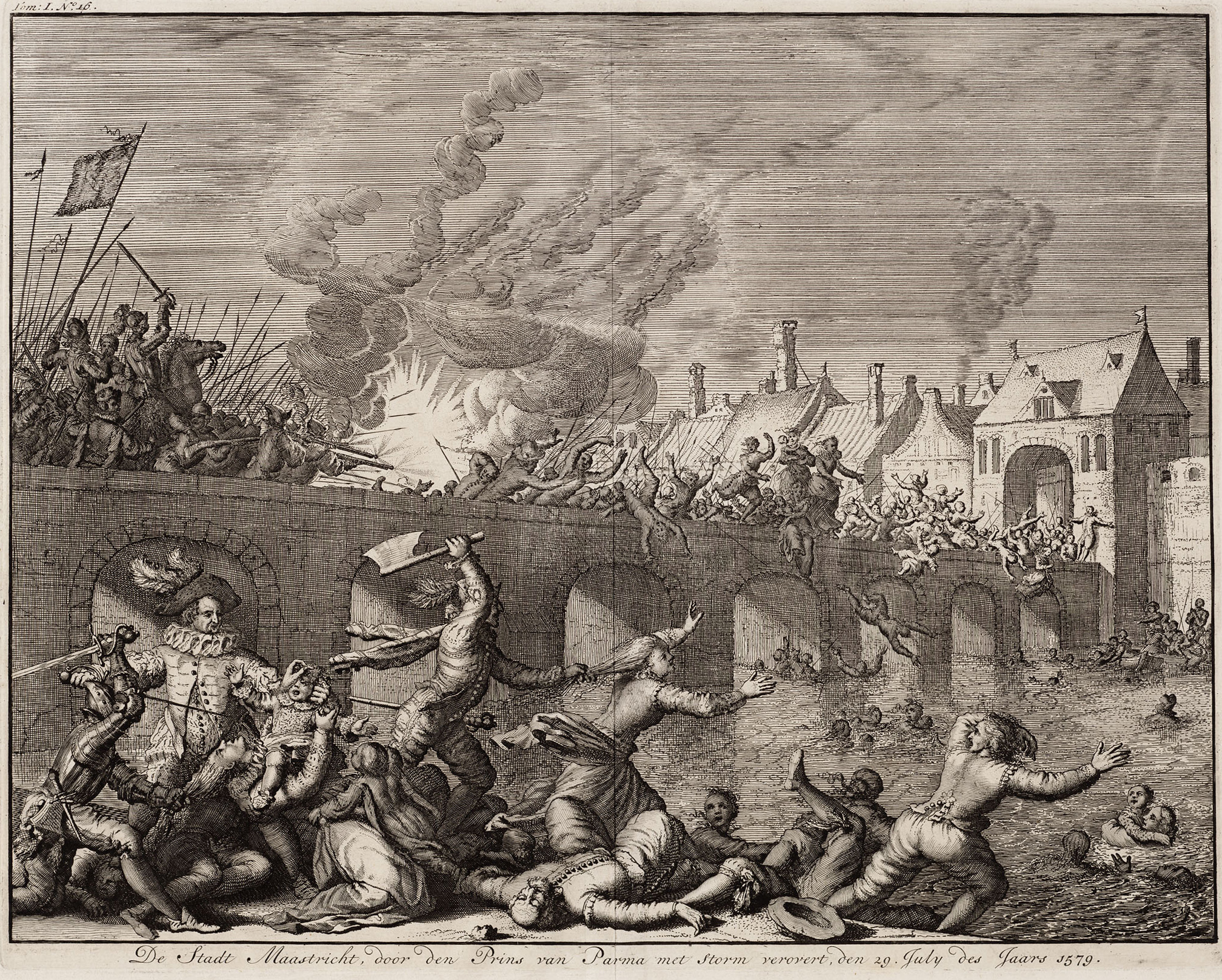
Moordende Spanjaarden voor de poort in 1579 (J. Luyken, 1679)
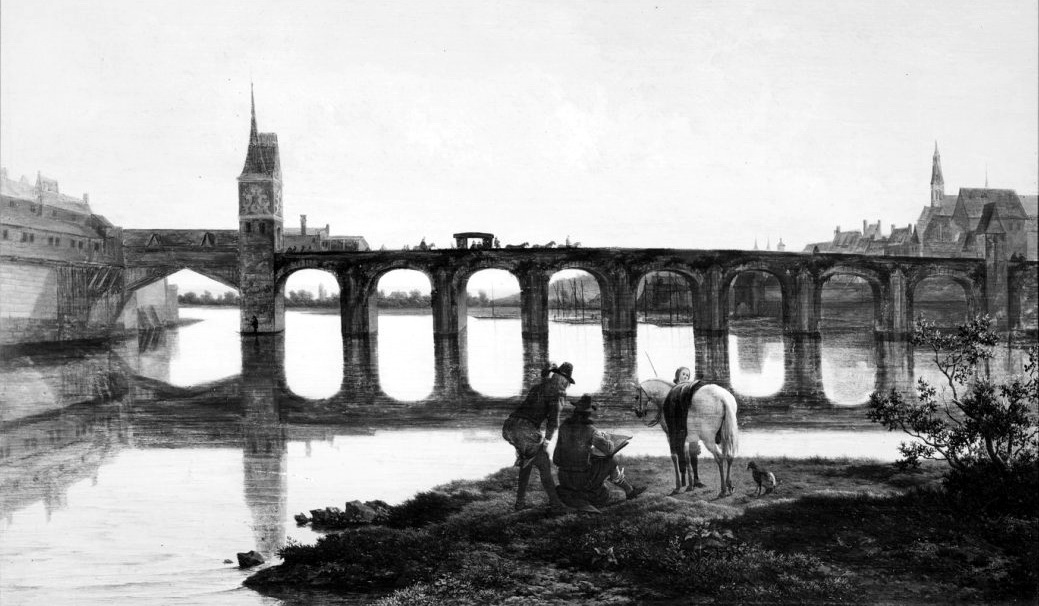
Maasbrug en poorttoren uit het noorden (J. v.d. Haagen, 1649)
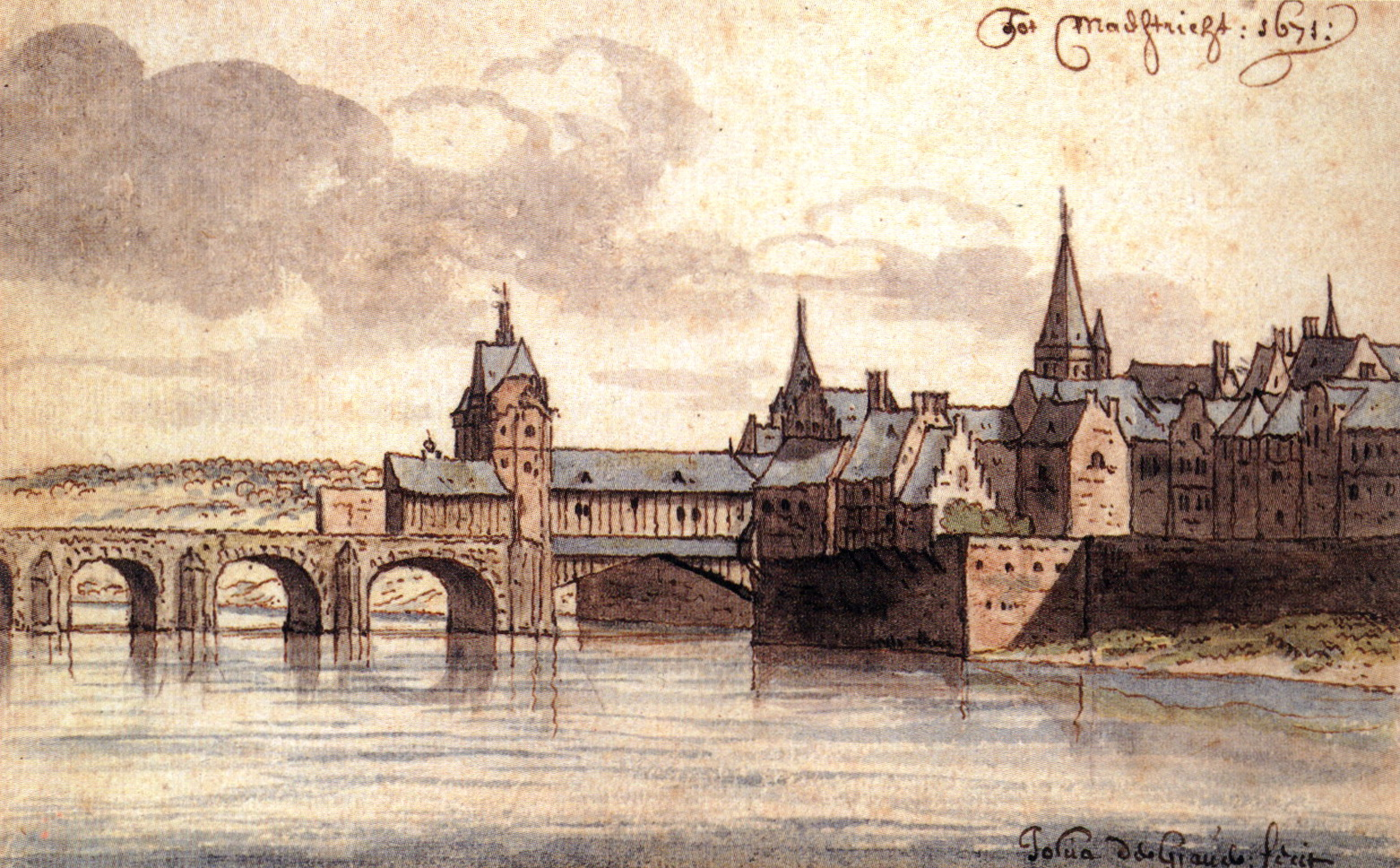
Houten brugdeel en poorttoren uit het zuiden (J. de Grave, 1671)

### Afbraak stadspoorten en ontmanteling vesting
Vanaf het midden van de 17e eeuw luidde de afbraak van de Leugenpoort en de Gevangenpoort op de Houtmarkt (voor de bouw van het Stadhuis van Maastricht) de teloorgang van de eerste stadsmuur in. In de loop van de 18e eeuw en in de eerste helft van de 19e eeuw verdwenen alle poorten van de 13e-eeuwse enceinte, op een na. Na de opheffing van de vestingstatus van Maastricht in 1867 werden ook grote delen van de tweede stadsmuur en de Wycker enceinte gesloopt, evenals de meeste buitenwerken. De Maasmuur in Wyck werd in de periode 1869-'94 over de gehele lengte verlaagd tot straatniveau. De afbraak van de stadsmuren ging nog door tot begin 20e eeuw. Door toedoen van Victor de Stuers en anderen bleven hier en daar delen van de eerste en tweede wal gespaard.

## Cultuurhistorisch erfgoed
Van de middeleeuwse Körverpoort en de naamloze 17e-eeuwse poorttoren op de brug is niets overgebleven. Van de eerste poort bestaat geen enkele nauwkeurige tekening. Bij de afbraak van beide poorten hebben geen opmetingen plaatsgevonden. De stadsmuur langs de Maas is in Wyck deels bewaard, hoewel sterk gereduceerd in hoogte. Aan de zuidzijde van de Stenenwal zijn de Wycker Waterpoort, de Maaspunttoren en de fundamenten van de Recentoren bewaard gebleven.